# Davorín Škvaridlo
Davorín Škvaridlo (* 11. Februar 1979) ist ein ehemaliger slowakischer Biathlet und Skilangläufer.
Davorín Škvaridlo startete für ŠKP Štrbské Pleso. Er nahm 2002 in Windischgarsten an zwei Rennen im Biathlon-Europacup teil und belegte im Sprint den 51., in der Verfolgung den 48. Platz. Bei den Sommerbiathlon-Weltmeisterschaften 2002 in Jablonec nad Nisou gewann der Slowake mit Marek Matiaško, Radovan Cienik und Pavol Novák erstmals die Bronzemedaille im Staffelrennen. Seit 2003 widmet er sich vor allem dem Crosslauf-Sommerbiathlon. Bei der WM 2003 in Forni Avoltri belegte er die Plätze 21 im Sprint, 14 in der Verfolgung und 26 im Massenstart. Mit Matiaško, Cienik und Pavol Hurajt gewann er im Staffelrennen die Bronzemedaille. Im Jahr darauf gewann Škvaridlo mit Eva Šebová, Bibiana Švejkovská und Radovan Cienik bei den ersten Sommerbiathlon-Europameisterschaften 2004 in Clausthal-Zellerfeld die Bronzemedaille mit der Mixed-Staffel. 2005 nahm er in Muonio nochmals an einer Sommerbiathlon-Weltmeisterschaft teil. Im Sprint wurde er 18., 15. der Verfolgung, 16. im Massenstart und Sechster mit der Staffel.
Im Skilanglauf startete Škvaridlo ab 2002 zunächst sporadisch, von 2004 bis 2012 regelmäßig. Zunächst lief er in Rennen des Continental-Cups und in FIS-Rennen. Mehrfach konnte er einstellige Platzierungen erreichen und fünfmal auf das Podest laufen. In Nové Město na Moravě startete er 2005 erstmals im Skilanglauf-Weltcup und lief im Freistil-Sprint auf den 72. Platz. Bestes seiner mehr als zehn Weltcup-Ergebnisse, die er einzig im Sprint erreichte, war 2005 ein 48. Platz in Göteborg. Größter internationaler Erfolg waren die Teilnahme an den Nordischen Skiweltmeisterschaften 2009 in Liberec, bei der Škvaridlo 62. des Sprints wurde und bei den Rollerski-Weltmeisterschaften 2009 in Piglio, wobei er den 20. Platz im Sprint errang.